# Ribnjak (jezero)
Jezero Ribnjak površine oko 2,5 hektara nalazi se u Koprivničko-križevačkoj županiji na sjevernom dijelu područja općine Drnje, par stotina metara istočno od vikend naselja Šoderica. Udaljeno je oko 500 metara od rijeke Drave iz koje se opskrbljuje vodom i desetak metara istočno od jezera Šoderice.

## Opis
To je umjetno jezero nastalo iskapanjem šljunka i pijeska. Istočna obala jezera je prilično neprohodna obrasla niskim i visokim raslinjem, šikarom, trskom, čičkom, nešto divljih kupina (trnja)  i drugom vegetacijom. Pristup vodi je moguć uglavnom na zapadnoj obali na dvadesetak ribičkih mjesta, od kojih je desetak uređeno za sportska takmičenja. Dno jezera je šljunkovito, mjestimično muljevito od trulog lišća i većim dijelom obraslo vodenom travom krocanj, trskom a ima i bijelog lopoča, žutog lokvanja i drugog vodenog bilja. Uz mutnu vodu ima rogoza, šaša, ljutka, ježinca i druge vegetacije. Jezero je još do nedugo bilo zavidno bistre vode i prirodnijeg izgleda dok nije pretvoreno u jezero sustava “Ulovi i pusti“ za svu ribu. Jugoistočno, iza pojasa obalne vegetacije, oko jezera su poljoprivredne površine i livade. Zapadno od Ribnjaka je najveće jezero Podravsko-prigorskog kraja Šoderica, mjestimično udaljena samo desetak metara.

#### Ribolov
Jezero se poribljava i bogato je skoro svim ribljim vrstama koje obitavaju u ovom kraju: posebno šaran (divlji/vretenasti i ribnjački/bezljuskaš), pastrvski grgeč (bass), amur, obični grgeč (ostriž), tolstolobik (bijeli/sivi glavaš), smuđ?, som, štuka, linjak i ostale sitnije riblje vrste koje obitavaju u ovom području (autohtone vrste): deverika, crvenperka, žutooka-bodorka, bjelka-uklija, gavčica i dr.). Ima i štetnih unesenih alohtonih invazivnih vrsta: patuljasti som (patuljan-američki som), bezribica i sunčanica (sunčarka). Ima dovoljno ribljih vrsta za skoro sve vrste sportskog ribolova i za ulov kapitalnih primjeraka šarana i amura. Održavaju se razna kup natjecanja, najčešće u višednevnom šaranskom ribolovu. Na jezeru Ribnjak vrijedi sistem “Ulovi i pusti“ (C&R) za sve vrste riba (osim za invazivne alohtone vrste?). Ribolov grabežljivaca dozvoljen je samo umjetnim mamcima (varalicom). Na jezeru je zabranjena upotreba čamaca.

## Galerija
- Ribnjak jezero - naselje Šoderica
- Ribnjak jezero
- Ribnjak jezero